# Rue d'Enfer (Nantes)
Pour les articles homonymes, voir Rue d'Enfer.
La rue d'Enfer est une rue de Nantes en France.

## Situation et accès
Située dans le centre-ville de Nantes, longue d'environ 75 mètres, cette une artère bitumée, ouverte à la circulation qui part de la rue Garde-Dieu pour aboutir rue Léon-Blum, à l'angle sud-ouest de la place du Port-Communeau, et ne croise d'ailleurs aucune autre artère.

## Origine du nom
Selon Édouard Pied le nom actuel lui aura été donné par antithèse à la première de son ancien dénomination « rue Dieudonné ».

## Historique
Camille Mellinet indique qu'il y avait dans cette rue, un « Jeu de Paume de la maison d’Enfer ». Cette maison fut habitée par un certain Isaac Caron, maitre apothicaire. Au XVIIe siècle, la rue porte successivement les noms de « rue Dieudonné » et de « rue J.-B.-Rousseau ». 
En 1908, la ville acquiert les immeubles situés au 1 rue d'Enfer et celui se trouvant à l'angle de la rue Garde-Dieu au no 8, pour y transférer les services de la police et de l'octroi installés alors dans l'hôtel de ville tout proche. Durant le conflit la Seconde Guerre mondiale, les locaux de la rue d'Enfer sont endommagés.
Après avoir reconstruit ces bâtiments en 1955 (les travaux étant couverts par un emprunt et par l'indemnité représentative des dommages de guerre), la ville cède, la même année, les locaux au Bureau d'aide social, devenue par la suite le centre communal d'action sociale (C.C.A.S) pour la somme de 4 236 000 Francs.
Les Archives municipales de la ville prennent possession les locaux du C.C.A.S (transférés place Saint-Similien), après un déménagement qui dura du 9 janvier au 6 février 1985, à la suite de 8 mois de travaux d'aménagement ayant couté 510 308 Francs dont 345 159 Francs pour l'installation des rayonnages.
En janvier 2010, la municipalité avait pris la décision de transférer les Archives dans l'ancien dépôt de tramways de Morrhonnière situé boulevard Michelet qui serait alors réhabilité. En avril 2014, ce projet alors en sommeil fut relancé dans le cadre de la création d'un « centre d'histoire » qui occuperait les lieux.